# Dina (keresztnév)
A Dina héber eredetű női név (דִּינָה Díná), jelentése: ítélet, per (esetleg bírónő). Egyúttal a germán nyelvekben a -dina, -tina, -dine, -tine végű nevek önállósult becézője.

## Gyakorisága
Az 1990-es években szórványos név, a 2000-es években nem szerepel a 100 leggyakoribb női név között.

## Névnapok
- június 20.[2]
- augusztus 12.[2]